# Courlay
Courlay is een gemeente in het Franse departement Deux-Sèvres (regio Nouvelle-Aquitaine) en telt 2338 inwoners (2004). De plaats maakt deel uit van het arrondissement Bressuire.

## Geografie
De oppervlakte van Courlay bedraagt 29,4 km², de bevolkingsdichtheid is 79,5 inwoners per km².
De onderstaande kaart toont de ligging van Courlay met de belangrijkste infrastructuur en aangrenzende gemeenten.

## Demografie
Onderstaande figuur toont het verloop van het inwonertal (bron: INSEE-tellingen).